# Euclidesis trigoniata
Euclidesis trigoniata là một loài bướm đêm trong họ Noctuidae.